# カール・フォン・リンデ

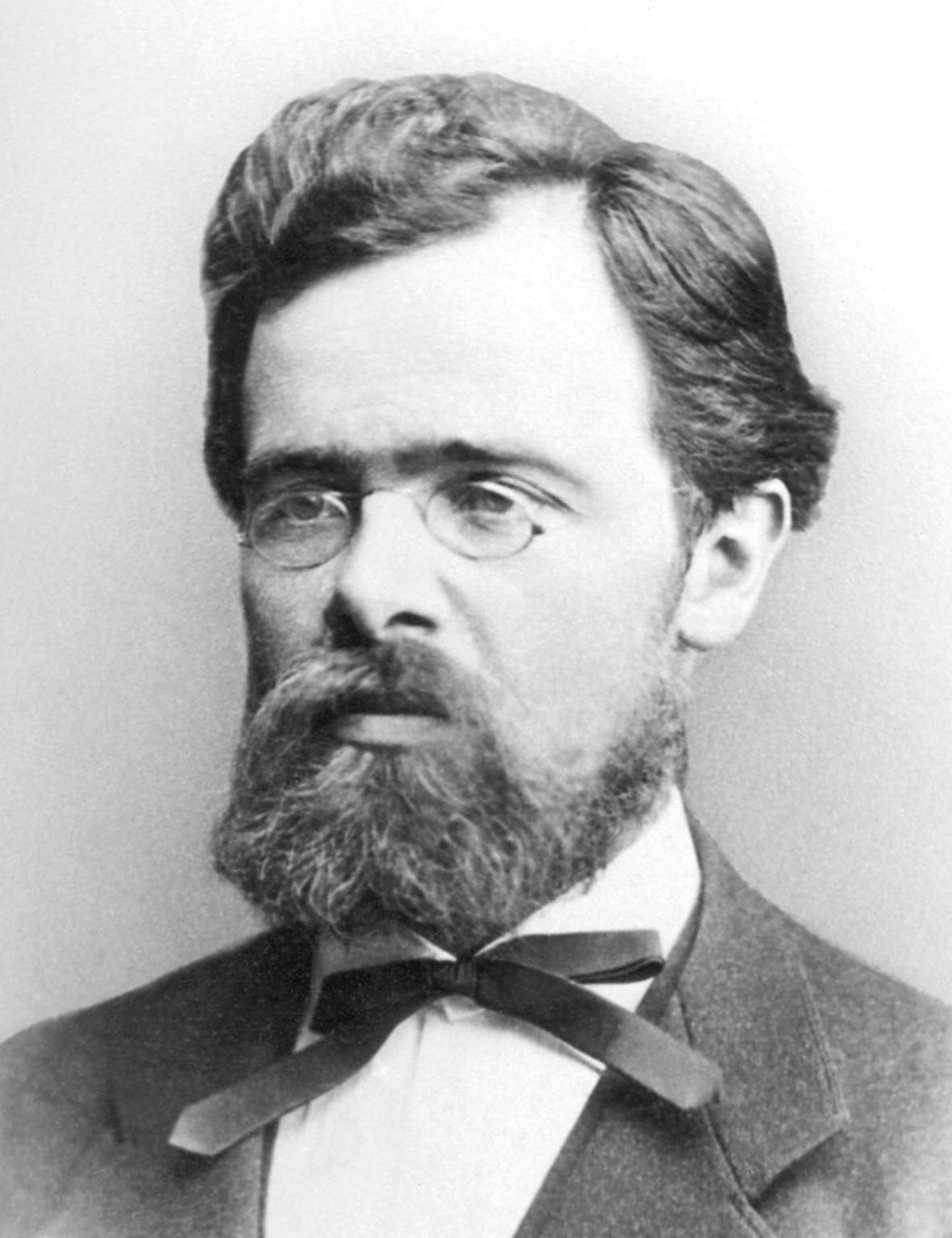
カール・フォン・リンデ, 1868

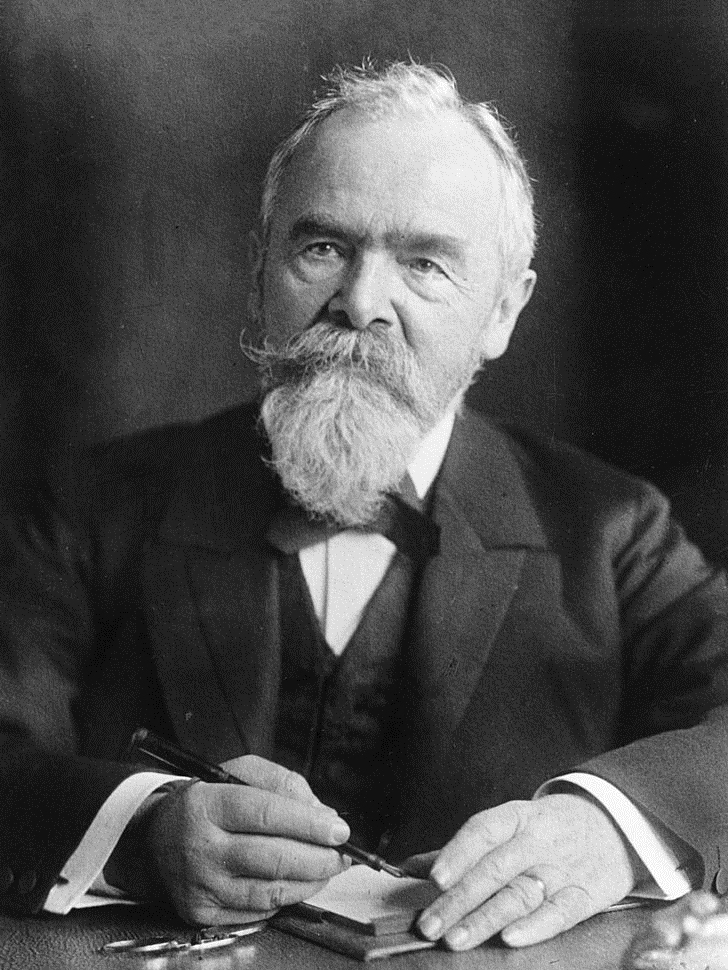
カール・フォン・リンデ, 1925

カール・フォン・リンデ（Carl Paul Gottfried von Linde、1842年6月11日 - 1934年11月16日）は、ドイツの技術者である。冷凍機とガス分離技術を開発した。

## 略歴
1842年6月11日、ベルンドルフ（現在はツルナウの一部）で聖職者の息子として生まれた。1861年、スイス連邦工科大学でルドルフ・クラウジウス、グスタフ・ゾイナー、フランツ・ルーローのもとで工学を学んだ。卒業後、 Kemptenの綿糸紡績工場、ベルリンのボルジッヒ、ミュンヘンの クラウス機関車工場で働いた。1868年にミュンヘン工業学校（Technische Hochschule）が新設されると講師の職を受けた。1872年に機械工学の教授となり、研究所を作った。この時の学生にはルドルフ・ディーゼルがいた。1870年と1871年に冷凍技術に関する研究を『Bavarian Industry and Trade Journal』に発表すると、ヨーロッパの醸造メーカーの興味をひき、リンデの構想による装置の開発の共同事業が始められ、最初の商用設備は1873年に設置され、特許を取得した。
最初の特許が商業的に成功し多忙になったため、学問的な研究を中断しなければならなくなった。そのため1879年には教授の職をやめ、 Gesellschaft fur Linde’s Eismaschinen Aktiengesellschaft（リンデ製氷機会社、現在のリンデAG（de））をヴィースバーデンに設立した。事業は1880年代に発展した。効率的な冷凍装置は醸造業者に大きな利益を与え、1890年までに747台が販売された。需要は醸造業に留まらず、精肉業や冷凍倉庫業に広がった。
1890年に再びミュンヘンに戻り、教授の職に復帰するが、新しい冷凍サイクルの開発に戻った。1892年のギネス社の二酸化炭素の液化装置の注文は超低温の研究に取り組ませ、1894年には空気の液化の研究を始めた。1895年に開発は成功した。1901年には液化空気を蒸留することにより、液体酸素と液体窒素を分離する研究を始めた。1910年に息子のフリードリヒとともにLinde double-column法を完成し、この方法は改良されて現在も使われている。 
1895年に供給不足に陥っていた黒色火薬の代用として液体酸素を使用した液体酸素爆薬を発明している。
研究者、エンジニアとしての活動の一方、企業家としても成功し、ドイツ国内、国外の企業とも合弁の事業を行った。英国などでの特許使用権によって、1906年にBrin's Oxygen Company（後のBOCグループ）の株式を取得し、1907年にはアメリカ合衆国にLinde Air Products Company（現在のプラクスエア）を設立した。1910年頃には会社の経営を息子たちに譲った。1914年エリオット・クレッソン・メダル、1922年ヴィルヘルム・エクスナー・メダル受賞。
1934年11月16日にミュンヘンで没した。